# Cantó de Lusigny-sur-Barse
El cantó de Lusigny-sur-Barse és un antic cantó francès del departament de l'Aube, situat al districte de Troyes. Té 14 municipis i el cap és Lusigny-sur-Barse. Va desaparèixer el 2015.

## Municipis
- Bouranton
- Clérey
- Courteranges
- Fresnoy-le-Château
- Laubressel
- Lusigny-sur-Barse
- Mesnil-Saint-Père
- Montaulin
- Montiéramey
- Montreuil-sur-Barse
- Rouilly-Saint-Loup
- Ruvigny
- Thennelières
- Verrières

## Història
| Data d'elecció                           | Identitat         | Partit                     | Qualitat |
| ---------------------------------------- | ----------------- | -------------------------- | -------- |
| 1945-1958                                | M. Gauthier       | CNIP                       |          |
| 1958-197.                                | Maurice Jacquinot | RI                         |          |
| 197.-1994                                | Maurice Richer    | Divers droite, després UDF |          |
| 1994-2001                                | Serge Spilmann    | Divers gauche              |          |
| 2001-2015                                | Christian Branle  | divers droite, després UMP |          |
| les dades anteriors no són pas conegudes |                   |                            |          |
|                                          |                   |                            |          |

## Demografia
| A partir de 1990: Població sense dobles comptes |